# La Bastida (Prullans)
La Bastida és un conjunt d'edificis del municipi de Prullans que està declarat bé cultural d'interès nacional.
A la serra de Santa Anna hi ha el conjunt de la Bastida, construït sobre les restes de l'antiga fortalesa que li dona el nom. D'aquesta fortalesa no en queden vestigis.
Al segle xiv era una possessió de la família de Jaume Cadell, que era el titular de la baronia de Prullans.